# Чемпіонат світу з хокею із шайбою 2015 (дивізіон III)
Чемпіонат світу з хокею із шайбою 2015 (дивізіон III) — чемпіонат світу з хокею із шайбою, який пройшов з 3 по 12 квітня 2015 року у Ізмірі (Туреччина).

## Учасники
| Збірна                     | Результати 2014 року                                          |
| -------------------------- | ------------------------------------------------------------- |
| Туреччина                  | 6-е місце у Дивізіоні II В                                    |
| Північна Корея             | 2-е місце у Дивізіоні III                                     |
| Люксембург                 | 3-є місце у Дивізіоні III                                     |
| Гонконг                    | 4-е місце у Дивізіоні III                                     |
| Об'єднані Арабські Емірати | 5-е місце у Дивізіоні III                                     |
| Грузія                     | 6-е місце у Дивізіоні III                                     |
| Боснія і Герцеговина       | Дебютант, брали участь в кваліфікаційному турнірі у 2008 році |

## Судді
ІІХФ обрала 4 головних суддів, і 7 лінійних, для забезпечення судійства на чемпіонаті світу. Список суддей наступний:
| Головні судді - Фен Лі - Джеффрі Барсело - Ґерґелі Кінчеш - Євген Плаксунов | Лайнсмени - Гіл Тихон - Володимир Єфремов - Міхай Транафір - Грега Маркізеті - Мурат Айгюн - Джемаль Кая - Антон Гладченко |

## Турнірна таблиця
| М | Збірна                     | І | В | ВО | ПО | П | Ш       | О  | Північна Корея | Туреччина | Люксембург | Гонконг | Грузія | ОАЕ    | Боснія і Герцеговина |
| - | -------------------------- | - | - | -- | -- | - | ------- | -- | -------------- | --------- | ---------- | ------- | ------ | ------ | -------------------- |
| 1 | Північна Корея             | 6 | 5 | 1  | 0  | 0 | 50 - 9  | 17 |                | 4 - 3     | 5 - 2      | 9 - 0   | 12 - 4 | 7 - 0  | 13 - 0               |
| 2 | Туреччина                  | 6 | 5 | 0  | 1  | 0 | 59 - 11 | 16 | 3 - 4          |           | 7 - 5      | 10 - 1  | 13 - 1 | 15 - 0 | 11 - 0               |
| 3 | Люксембург                 | 6 | 4 | 0  | 0  | 2 | 39 - 19 | 12 | 2 - 5          | 5 - 7     |            | 5 - 2   | 15 - 3 | 7 - 2  | 5 - 0                |
| 4 | Гонконг                    | 6 | 3 | 0  | 0  | 3 | 30 - 30 | 9  | 0 - 9          | 1 - 10    | 2 - 5      |         | 11 - 3 | 8 - 3  | 8 - 0                |
| 5 | Грузія                     | 6 | 1 | 1  | 0  | 4 | 20 - 56 | 5  | 4 - 12         | 1 - 13    | 3 -15      | 3 - 11  |        | 5 - 4  | 4 - 1                |
| 6 | Об'єднані Арабські Емірати | 6 | 1 | 0  | 1  | 4 | 14 - 44 | 4  | 0 - 7          | 0 - 15    | 2 - 7      | 3 - 8   | 4 - 5  |        | 5 - 2                |
| 7 | Боснія і Герцеговина       | 6 | 0 | 0  | 0  | 6 | 3 - 46  | 0  | 0 - 13         | 0 - 11    | 0 - 5      | 0 - 8   | 1 - 4  | 2 - 5  |                      |

## Нагороди
Найкращі гравці, обрані дирекцією ІІХФ.
- Найкращий воротар:  Андрій Іллєнко
- Найкращий захисник:  Рі Пон Іль
- Найкращий нападник:  Алек Кочоглю

IIHF.com [Архівовано 3 березня 2016 у Wayback Machine.]
Найкращі гравці кожної з команд
- Діно Пасович
- Віталій Думбадзе
- Шам Олвін Чек Хім
- Колм Кеннон
- Рі Пон Іль
- Юсуф Халіл
- Саїд Аль Нуамі

IIHF.com [Архівовано 5 березня 2016 у Wayback Machine.]